# Try (The Walking Dead)
"Try" là tập thứ mười lăm trong Phần 5 của series phim truyền hình The Walking Dead. Tập phim được phát sóng trên kênh AMC của Mỹ vào ngày 22 tháng 3 năm 2015. Khi phát sóng, tập phim đã được 13,757 triệu người xem trong đó có 7,0 triệu người từ 18-49 tuổi.

## Nội dung tập
Sau cái chết của Aiden, gia đình Deanna, Reg và Spencer cùng ngồi trong phòng khách dưới ánh nến và bật một bài nhạc yêu thích trước đây của Aiden để tưởng nhớ con/em trai mình. Carol làm một nồi thịt hầm kèm tờ giấy có dòng chữ "Chúng tôi thật sự rất tiếc với mất mát của bà", cô đặt nồi thịt trước cửa nhà Deanna, gõ cửa rồi rời khỏi. Khi Deanna ra mở cửa và nhìn thấy điều này, bà chỉ lặng lẽ cầm tờ giấy của Carol lên, mang vào nhà và đốt nó dưới ánh nến.
Daryl và Aaron vẫn đang thực hiện công việc đi chiêu mộ thành viên mới cho Alexandria. Giữa đêm khuya, họ nhìn thấy một ánh lửa le lói từ phía xa nhưng đã quyết định không lại gần tiếp cận.
Lát sau, Deanna xem lại đoạn băng quay lại việc bà tra hỏi Nicholas sau khi anh ta quay trở lại cùng Glenn, Eugene và Tara. Nicholas đã xuyên tạc toàn bộ sự việc xảy đến với Noah và Aiden, rằng chính Glenn là người gây nên cái chết của Aiden và anh ta đã suýt bị nhóm Glenn bỏ mặc đến chết, thậm chí anh ta còn một mực cho rằng nhóm Rick phải bị đuổi khỏi Alexandria. Tuy nhiên, Deanna chỉ tạm thời cấm Nicholas cũng như Glenn tham gia vào bất kỳ chuyến tìm nhu yếu phẩm nào khác trước khi bà điều tra rõ vụ việc này.
Trong khi đó, Glenn cũng đang kể lại cho Rick toàn bộ sự thực về câu chuyện. Sau khi nghe những lời Glenn kể, Rick đi đến chỗ Carol - người lúc này đang đứng trước nhà và nhìn sang phía nhà của Jessie. Carol nói với Rick rằng Sam đã kể lại cho cô biết về việc mẹ thằng bé bị bố đánh đập.
Rick đi đến bên hồ nước và lặng lẽ nhìn ra xa, anh rút khẩu súng mà mình đã lấy được trước đó ra. Tình cờ lúc đó, Pete đi qua và hỏi rằng Rick đang làm gì. Đáp lại anh ta chỉ là anh mắt lạnh lùng của Rick cùng câu nói "Đi tiếp đi". Pete tỏ vẻ hơi băn khoăn trước thái độ của Rick trước khi bỏ đi.
Sáng hôm sau, Rosita đến báo với Michonne rằng Sasha đã biến mất kể từ ca gác trên tháp đồng hồ của cô ấy đêm qua. Khi họ cùng ra ngoài để đi tìm Sasha, cả hai nhận ra rằng đây là lần đầu tiên họ ở bên ngoài Alexandria kể từ khi đến đây.
Deanna đang đứng trước 4 ngôi mộ của những người đã chết của cộng đồng, đúng lúc đó Rick đến để nói với bà về vấn đề của vợ chồng Pete & Jessie. Anh ta rỏ bất ngờ khi biết rằng Deanna biết việc này nhưng đã không làm gì Pete cả vì anh ta là bác sĩ quan trọng của Alexandria. Rick đề nghị rằng họ hãy tách vợ chồng Pete ra. Nhưng khi được Deanna hỏi lại rằng họ sẽ làm gì nếu Pete không đồng ý tách khỏi vợ mình, Rick bảo rằng mình sẽ giết Pete. Deanna lập tức phản đối suy nghĩ của Rick, bà cho rằng mình sẽ chỉ trục xuất một ai đó nếu họ đi quá giới hạn, suy nghĩ giết một ai đó không được tồn tại bên trong cộng đồng của bà.
Michonne và Rosita tìm thấy một vài xác chết của walker trong rừng bị bắn từ phía sau. Họ nhận ra rằng Sasha đang chủ động đi "săn" các xác sống.
Carl một lần nữa theo dấu Enid ra ngoài rừng và cũng một lần nữa để mất dấu cô bé. Cô bé trốn ở một nơi nào đó mà Carl không thể nhìn thấy rồi lên tiếng rằng Carl đã phát ra quá nhiều tiếng động khi bám theo. Carl cố thuyết phục Enid quay trở lại vì có hai người của cộng đồng vừa chết (Noah và Aiden), nhưng Enid liền lộ diện và đáp lại rằng: "Lúc nào chẳng có người chết, cậu biết mà". Khi Carl hỏi rằng vậy Enid ra ngoài này để làm gì, cô bé đáp rằng "Cùng lý do với cậu thôi". Sau đó, Enid cùng Carl chạy sâu vào rừng.
Glenn tìm đến chỗ của Nicholas và nói rằng chính anh ta là người chịu trách nhiệm cho cái chết của 5 mạng người. Glenn nói rằng Nicholas sẽ không được ra bên ngoài cộng đồng một mình hay cùng bất kỳ ai khác nữa. Nicholas liền hỏi lại rằng: "Anh đang đe dọa tôi đấy à?", nhưng Glenn đáp rằng: "Không, tôi đang cứu mạng anh".
Quay trở lại rừng, khi gặp một xác sống, Enid liền núp sau một thân cây, vặn dây cót của một chiếc đồng hồ rồi ném về một hướng khác để đánh lạc hướng con walker. Cả hai tiếp tục chạy đến một nơi an toàn rồi ngồi nghỉ và trò chuyện cùng nhau. Enid nói rằng cô bé không muốn quên đi cảm giác nguy hiểm của cuộc sống sinh tồn ngoài này. Trong lúc cả hai đang trò chuyện, một bầy xác sống xuất hiện, khiến cả hai phải chui vào một thân cây để trốn. Enid liền thì thầm vào tai Carl rằng: "Đây là thế giới của chúng, chúng ta chỉ đang sống trong đó".
Phớt lờ những gì Glenn nói, Nicholas một mình vào trong rừng và đào một chiếc hộp lên. Bên trong hộp chính là khẩu súng mà trước đó Rick đã cất giấu trước khi vào bên trong Alexandria.
Ở một nơi khác cũng trong rừng, Michonne và Rosita cuối cùng cũng tìm được Sasha - người lúc này đang giết chết hàng loạt xác sống đang tiến tới. Mặc cho lời của Sasha nói rằng cô không cần họ giúp đỡ, Michonne và Rosita vẫn giết chết đám xác sống cùng Sasha. Một con walker suýt nữa đã hại chết Sasha nếu không nhờ Michonne cứu. Tuy nhiên, Sasha nhắc lại một lần nữa rằng không cần họ giúp đỡ, để rồi sau đó cô rơm rớm nước mắt khi nghĩ về việc câu nói cuối cùng mà cô nói với Noah là "Em sẽ không thể sống được".
Daryl và Aaron đi đến nơi ánh lửa đêm qua phát ra và phát hiện ra nửa thân dưới của một xác người cùng 2 cánh tay đã bị chặt. Đi tiếp thêm một đoạn nữa, họ phát hiện thêm xác chết lõa thể của một phụ nữ bị trói vào thân cây đã bị xác sống ăn thịt cách đó chưa được lâu. Daryl vén tóc của xác chết này lên và nhìn thấy vết dao rạch hình chữ cái "W" trên trán cô ta.
Rick đến tìm gặp Jessie tại gara của nhà cô và bắt gặp Jessie đang hút thuốc lá, anh liền hứa với cô sẽ giữ bí mật về việc này. Rick cho rằng anh cần phải giải quyết việc Pete đánh đập Jessie mặc cho cô cố thuyết phục rằng cô có thể tự lo liệu điều này. Cuối cùng, Jessie cho rằng Rick đang quan tâm thái quá về chuyện vợ chồng cô. Cô nhắc lại cho anh nhớ rằng mình là người phụ nữ đã kết hôn và bản thân cô có thể tự lo liệu việc này. Nói xong, Jessie đóng cửa gara lại rồi bỏ đi.
Lát sau, Rick một lần nữa quay lại nhà Jessie để thuyết phục cô rằng dù là cuộc sống bên trong hay ngoài bức tường thì cũng phải mạnh mẽ đấu tranh mới có thể sống sót được, anh không muốn thấy cô chết. Rick nói rằng anh có thể giúp Jessie và các con cô, chỉ cần cô nói lời đồng ý. Khi Jessie hỏi rằng liệu Rick có làm việc này cho ai khác nữa không, Rick đáp lại là không. Jessie liền nói lời đồng ý với đề nghị của Rick đúng lúc chồng cô xuất hiện và hỏi rằng Rick đang làm gì tại nhà của họ. Khi to tiếng với Jessie và bị Rick yêu cầu cùng nhau ra ngoài để giải quyết vấn đề này, Pete đã lao vào ẩu đả với Rick. Cả hai người họ kéo nhau ngã ra ngoài cửa sổ căn nhà và tiếp tục cuộc chiến tay không đẫm máu trước sự chứng kiến của nhiều người. Khi Pete bóp cổ Rick, Jessie và Carl lần lượt cố chạy đến can nhưng bị Pete và Rick hất ngã ra.
Ngay sau đó, Deanna là người đến can Rick lại. Bà bị shock khi Rick rút súng ra và chĩa về phía mình cùng nhiều người khác. Deanna nhận lấy những lời nói từ Rick rằng cách mà bà điều hành đã khiến những người ở đây mất mạng, rằng tất cả những cư dân Alexandria vẫn chưa biết phải làm gì trong thế giới này, nếu họ không học cách đấu tranh thì họ sẽ chết. Cuối cùng, Michonne là người đấm Rick bất tỉnh để chấm dứt vụ việc tại đây.

## Diễn viên

### Diễn viên chính
- Andrew Lincoln vai Rick Grimes
- Norman Reedus vai Daryl Dixon
- Steven Yeun vai Glenn Rhee
- Lauren Cohan vai Maggie Greene*
- Chandler Riggs vai Carl Grimes
- Danai Gurira vai Michonne
- Melissa McBride vai Carol Peletier
- Michael Cudlitz vai Abraham Ford
- Sonequa Martin-Green vai Sasha Williams
- Josh McDermitt vai Eugene Porter*
- Christian Serratos vai Rosita Espinosa
- Alanna Masterson vai Tara Chambler*
- Seth Gilliam vai Gabriel Stokes*

### Diễn viên định kỳ
- Tovah Feldshuh vai Deanna Monroe
- Alexandra Breckenridge vai Jessie Anderson
- Ross Marquand vai Aaron
- Austin Nichols vai Spencer Monroe
- Jason Douglas vai Tobin
- Austin Abrams vai Ron Anderson

*Không xuất hiện trong tập này

### Các diễn viên phụ khác
- Corey Brill vai Pete Anderson
- Steve Coulter vai Reg Monroe
- Major Dodson vai Sam Anderson
- Katelyn Nacon vai Enid
- Michael Traynor vai Nicholas
- Kiley & Jaelyn Behun vai Judith Grimes
- Curtis Jackson vai Bob Miller
- Helen Jackson vai Natalie Miller

## Cái chết trong tập
- 2 người không rõ tên

## Đánh giá
"Try" nhận được phản hồi tốt từ giới phê bình. Matt Fowler từ trang IGN cho tập phim điểm 8.6 trên 10 và nhận xét: ""Try" tiếp tục giữ được cốt truyện thú vị và lôi cuốn diễn ra tại Alexandria, đồng thời xây dựng nên sự căng thẳng cho tập cuối mùa phim vào Chủ Nhật tuần sau. Mâu thuẫn giữa Rick và Pete đã lên đến đỉnh điểm". Trang TVLine đã gọi nam diễn viên Andrew Lincoln là người có "diễn xuất xuất sắc nhất tuần" qua cảnh ẩu đả giữa nhân vật của anh với Pete. Trên trang Rotten Tomatoes, có 83% trong số 24 bài đánh giá tập phim mang tính tích cực.

## Bên lề
- Chương trình Talking Dead tiết lộ rằng tên của 5 tập phim cuối của Phần 5 đều là các từ nằm trong một câu chuyện được Dale Horvath kể với nhóm Atlanta trong tập "Vatos" (Phần 1). Nguyên văn tiếng Anh: “I like what the father said to the son when he gave him a watch that had been handed down through generations. He said: "I give you a mausoleum of all hope and desire which will fit your individual needs, no better than it did mine and my father before me. I give it to you not that you may remember time, but that you may forget it. For a moment, now and then, and not spend all of your breath trying to conquer it." (Tạm dịch: "Tôi thích điều mà người cha ấy nói với con trai mình khi anh ta đặt vào tay thằng bé một chiếc đồng hồ đã được truyền qua nhiều thế hệ. Người cha nói: 'Cha tặng con một di vật tượng trưng cho tất cả những hy vọng và khát khao phù hợp với nhu cầu của riêng con, cũng như đối với cha và ông nội con trước đây. Cha tặng nó cho con không phải để con có thể ghi nhớ thời gian, mà là để đôi lúc con hãy quên đi nó. Để mà đôi khi, dù chỉ trong thoáng chốc, con không phải tiêu tốn hơi sức mà cố gắng chế ngự thời gian").
- Tập phim đánh dấu lần xuất hiện thứ 25 của Sonequa Martin-Green (Sasha) trong phim.
- Bài hát ở đầu tập phim là "Somewhat Damaged" của Nine Inch Nails

## Lỗi phim
- Khi Daryl và Aaron tìm thấy xác của người phụ nữ bị trói vào thân cây, Daryl dùng tay trái của mình để dựng đầu cô ta lên trong khi tay phải của anh cầm chiếc nỏ của mình. Tuy nhiên, ngay khi người phụ nữ đó tỉnh dậy dưới hình hài xác sống, tay phải của Daryl đã lập tức cầm dao đâm chết cô ta. Điều này khá vô lý khi mà chỉ ngay trước đó tay phải của anh còn đang cầm bộ nỏ.